# 马丁·泽尔
马丁·泽尔 （1954年9月20日—），德国哲学家、高校教授，出生于莱茵河畔路德维希港。自从2004年起他在法兰克福大学执教。泽尔被归为“法兰克福学派”的“第三代”成员 。自1998年起，因为在杂志上发表文章而知名。他提出了“显现美学”。

## 生平
泽尔在马堡和康斯坦茨学习了日耳曼语言文学、哲学和历史。1984年在阿尔布雷希特·威尔曼（Albrecht Wellmer）指导下获得哲学博士学位。1990年在康斯坦茨完成教授资格论文。他作为哲学教授，他依次执教于汉堡大学（1992-1995），吉森大学（1995-2004），2004年至今任法兰克福大学哲学教授。泽尔自2007年起是法兰克福大学的“首席研究员”，亦即“标准秩序缔造”精英集团的核心成员。他与安格拉·开普勒（Angela Keppler，新闻传播学教授）结婚并有一子。

## 学术
泽尔延续德国古典哲学的传统，在理论哲学的语境中探讨美学问题。他的著述大多是关于美学。他的代表作是2000年出版的《显现美学》，主张“美学应以‘显现’概念为起点”，这是涵盖所有审美经验以及艺术现象的“最大 公 分母”。动名词形式的“显现”不同于名词形式的“显象”，后者是静态的，而前者是动态的，它的提出旨在强调审美的时效性，它是感知主体在“此时与此地”感到到的“诸显象的游戏”，这种游戏具有“瞬时性”和“同时性”。
泽尔的美学致力于沟通美学与伦理学，探讨审美现象的伦理学意义。认为审美活动本质上是朝向好的生活的一种方式。体现在著作《伦理学与美学研究》中。他还继承康德式的德国美学传统，关注自然问题，著有《自然美学》。另外，他的美学研究不局限于理论哲学框架下的经典问题研究，秉承法兰克福学派传统，如阿多诺的文化批评，对现代审美现象展开研究，所不同的是，他的研究思路倾向于欢迎而不是否定，他对于电影抱有很大研究热情，著有《电影艺术》一书；同时他还研究“体育美学”；他的著作中大量引用前卫艺术，装置艺术，多媒体艺术的案例，显示了他不仅对理论哲学积淀深厚，而且对当代艺术动态视野丰富。他的美学显示了巨大的包容性，乐观态度，和前瞻性。泽尔在伦理学和理论哲学方面有深入研究。这种研究格局进一步暗示了美学作为哲学研究的一个维度，更重要的，作为它的一个逻辑环节，一个桥梁，一个交通节点的地位。他还在阿多诺研究方面颇有建树，彰显了此前学界重视不足的阿多诺的哲学地位。可见其《阿多诺的沉思哲学》。
泽尔的著述，视野广博，学养深厚，但引用少近乎无，行文颇富原创性，语言驾驭能力极强，有敏锐的辨析能力，经常在高度相似的概念之间析出差异（例如：Schein, Erscheinen, Erscheinung），有时体现语言游戏的高难度动作，也利用德语的灵活性发明术语。在拘泥于引用、综述的规范化、科学化现代学术语境中，泽尔的学术保留了哲学作为沉思的特点。他甚至写出了《理论》这样一种格言体著作，“Theorien sind Anschauungen”（理论就是直观）“Wahrer als wahr kann auch das Wahrste nicht sein”（最真也不会比真更真）。

## 著作
- Die Kunst der Entzweiung. Zum Begriff der ästhetischen Rationalität. Suhrkamp, Frankfurt am Main 1985.
- Eine Ästhetik der Natur. Suhrkamp, Frankfurt am Main 1991.
- Versuch über die Form des Glücks. Studien zur Ethik. Suhrkamp, Frankfurt am Main 1995.
- Ethisch-ästhetische Studien. Suhrkamp, Frankfurt am Main 1996.
- Ästhetik des Erscheinens. Hanser, München 2000, ISBN 3-446-19941-1.[2]
- Vom Handwerk der Philosophie. 44 Kolumnen. München 2001.[3]
- Sich bestimmen lassen. Studien zur theoretischen und praktischen Philosophie. Suhrkamp, Frankfurt am Main 2002.[4]
- Adornos Philosophie der Kontemplation. Suhrkamp, Frankfurt am Main 2004.
- Paradoxien der Erfüllung. Frankfurt am Main 2006, ISBN 3-596-17230-6.
- Die Macht des Erscheinens. Frankfurt am Main 2007, ISBN 978-3-518-29467-3.
- Theorien. S. Fischer, Frankfurt am Main 2009, ISBN 978-3-10-071010-9.
- 111 Tugenden, 111 Laster. Eine philosophische Revue. S. Fischer, Frankfurt am Main 2011, ISBN 978-3-10-071011-6.
- Die Künste des Kinos. S. Fischer, Frankfurt am Main 2013, ISBN 978-3-10-071012-3.

## 链接
- 马丁·泽尔（德国国家图书馆目录相关文献）
- Homepage Martin Seels bei der Universität Frankfurt （页面存档备份，存于）
- Martin Seel im Autorenverzeichnis der ZEIT （页面存档备份，存于）
- Publikationsliste （页面存档备份，存于）
- Martin Seel: Wege einer Philosophie des Glücks （页面存档备份，存于）